# Anja Gurres
Anja Gurres (* 1994 in Kaiserslautern) ist eine deutsche Regisseurin und Autorin.

## Leben und Arbeit
Anja Gurres wurde 1994 in Kaiserslautern geboren und wuchs im schwäbischen Weinstadt auf. Mit 17 Jahren begann sie, eigene Kurzfilme zu drehen und konnte auf Jugendfestivals erste Erfolge erzielen. 2013 wurde sie mit dem Kurzfilm Weg Hier für den Deutschen Nachwuchsfilmpreis nominiert und gewann 2015 mit dem Kurzfilm Die Ratte den Jugendfilmpreis auf der Filmschau Baden-Württemberg.
Von 2014 bis 2020 studierte sie Regie/Szenischer Film an der Filmakademie Baden-Württemberg. 2018 besuchte sie für ein Semester die Universidad del Cine (FUC) in Buenos Aires.
Mit dem Kurzfilm Im Widerschein, einer Koproduktion mit SWR und arte, schloss sie ihr Studium ab. Ihre Kurzfilme liefen auf nationalen und internationalen Festivals.
Neben dem Filmemachen schreibt sie auch Prosa. Ihre Geschichten wurden in verschiedenen Anthologien veröffentlicht und in Podcasts vorgetragen.
Sie gehört zum Stipendiatenjahrgang 22/23 der Claussen-Simon-Stiftung im stART.up Programm. 2022 war sie in der Spielfilmjury des Indischen Filmfestivals Stuttgart und in der Jury des internationalen Schülerwettbewerbs „AAAND ACTION!“ von der Stiftung Jeder Mensch e. V.
Ihr Debütfilm Balconies  feierte 2022 Weltpremiere auf dem 30. Filmfest Hamburg und eröffnete die 28. Filmschau Baden-Württemberg. 2023 wurde sie für Balconies auf dem Snowdance Independent Film Festival als „Best Young Director“ ausgezeichnet.

## Auszeichnungen
- 2014: Preis der Fachjury, Kurzfilmfestival Girls Go Movie 2014, Alterskategorie 18–27 Jahre (Kurzfilm: Vögel zählen)
- 2015: „Bester Film“, Jugendfilmpreis Baden-Württemberg; Preis der Fachjury und Preis der Girlsjury, Girls Go Movie Festival Mannheim; Katholischer Jugendmedienpreis in der Alterskategorie 20–25 Jahre (Kurzfilm: Die Ratte)
- 2017: Gewinner des 19. Caligari Förderpreises: Petra-Mosselmann-Gedächtnispreis von der UFA (Kurzfilm: Kaugummiblase)
- 2020: 3. Preis, Hammer Kurzfilmnächte[14] (Kurzfilm: Schenk mir ein Lächeln)
- 2023: Best Young Director, Snowdance Independent Film Festival (Balconies)

## Filmografie
- 2012: Weg Hier (Kurzfilm – Drehbuch, Regie, Produktion)
- 2014: Die Ratte (Kurzfilm – Drehbuch, Regie, Produktion)
- 2014: Vögel zählen (Kurzfilm – Drehbuch, Regie, Produktion)
- 2016: Lule Liebe Lila, Filmakademie Baden-Württemberg (Kurzfilm – Drehbuch, Regie)
- 2018: Kaugummiblase, Filmakademie Baden-Württemberg (Kurzfilm – Drehbuch, Regie)
- 2019: Schenk mir ein Lächeln, Atelier Ludwigsburg-Paris, SWR, arte (Kurzfilm – Drehbuch, Regie)
- 2021: Im Widerschein, Filmakademie Baden-Württemberg, SWR, arte (Kurzfilm – Drehbuch, Regie)
- 2022: Balconies (Spielfilm – Drehbuch, Regie, Produktion)
- 2024: Der Flensburg-Krimi: Wechselspiele (TV-Film – Regie)